# Chapadão do Lageado
Chapadão do Lageado is een gemeente in de Braziliaanse deelstaat Santa Catarina. De gemeente telt 2.882 inwoners (schatting 2009).